# Gerichtsbezirk Möttling
Der Gerichtsbezirk Möttling (slowenisch: sodni okraj Metlika) war ein dem Bezirksgericht Möttling unterstehender Gerichtsbezirk im Kronland Krain (Region Bela krajina) der österreichisch-ungarischen Monarchie. Er umfasste Teile des politischen Bezirks Tschernembl (Črnomelj).

## Geschichte
Der Gerichtsbezirk Möttling entstand infolge eines Ministervortrags vom 6. August 1849, in dem die Grundzüge der Gerichtseinteilung festgelegt wurden. Nachdem im Dezember 1849 die Gebietseinteilung der Gerichtsbezirke sowie die Zuweisung der Gerichtsbezirke zu den neu errichteten Bezirkshauptmannschaften durch die „politische Organisierungs-Commission“ festgelegt worden war, nahmen die Bezirksgerichte der Krain per 1. Juni 1850 ihre Tätigkeit auf. Dem Bezirksgericht Möttling wurden durch die Landeseinteilung der Krain im März 1850 die 23 Katastralgemeinden Bojanja vas (Bojansdorf), Božakovo (Boschiakou), Bušinja vas (Wuschinsdorf), Črešnjevec (Kerschdorf), Dobravice (Dobrawitz), Dola (Dule), Drašice (Draschitz), Grabrovec (Grabrouz), Gradac (Gradaz), Hrast (Hrast bei Jugorje), Lokve (Loquitz), Krasinec (Krassinz), Metlika (Möttling), Perbiše (Perbische), Podzemelj (Podsemel), Primostek (Primostek), Radoviči (Radowitsch), Radovica (Radowitza), Rosalnice (Rosalnitz), Semič (Semitsch), Slamna Vas (Sleinndorf), Sodji Verh (Sodjewerch) und Štrekljevec (Strecklowitz) zugewiesen. Zusammen mit dem Gerichtsbezirk Tschernembl (Črnomelj) bildete der Gerichtsbezirk Möttling den Bezirk Tschernembl.
| Jahr | Fläche (km²) | Ein- wohner | Slowenisch- sprachige | Deutsch- sprachige |
| ---- | ------------ | ----------- | --------------------- | ------------------ |
| 1880 |              | 12.071      | 11.758                | 172                |
| 1890 |              | 11.514      | 11.909                | 55                 |
| 1900 | 168,67       | 10.752      | 10.501                | 18                 |
| 1910 | 168,66       | 10.660      | 10.275                | 17                 |

Der Gerichtsbezirk wies 1880 eine anwesende Bevölkerung von 12.071 Personen auf, wobei 11.758 Menschen Slowenisch und 172 Menschen Deutsch als Umgangssprache angaben. 1910 wurden für den Gerichtsbezirk 10.656 Personen ausgewiesen, von denen 10.275 Slowenisch (96,4 %) und 17 Deutsch (0,2 %) sprachen.
Durch die Grenzbestimmungen des am 10. September 1919 abgeschlossenen Vertrages von Saint-Germain wurde der Gerichtsbezirk Neumarktl zur Gänze dem Königreich Jugoslawien zugeschlagen.

## Gerichtssprengel
Der Gerichtssprengel Möttling umfasste infolge der Zusammenfassung der Katastralgemeinden zu Gemeinden 1910 die 10 Gemeinden Božakovo (Boschiakou), Črešnjevec (Kerschdorf), Drašice (Draschitz), Gradac (Gradaz), Lokve (Lokwitz), Metlika (Möttling), Podzemelj (Podsemel), Radovica (Radowitza), Semič (Semitsch) und Suhor (Suchor).